# Liste des musées des Alpes-Maritimes
 (août 2017).
Si vous disposez d'ouvrages ou d'articles de référence ou si vous connaissez des sites web de qualité traitant du thème abordé ici, merci de compléter l'article en donnant les références utiles à sa vérifiabilité et en les liant à la section « Notes et références ».
Ceci est une liste des musées des Alpes-Maritimes.

## Antibes
- Musée d'archéologie
- Espace Mer et Littoral (ancien Musée naval et napoléonien)
- Musée Peynet et du Dessin humoristique
- Musée Picasso
- Fort Carré
- Musée de la carte postale
- Musée de l'École
- Musée de la Tour

## Beaulieu-sur-Mer
- Villa grecque Kérylos Fondation Théodore Reinach

## Biot
- Musée national Fernand-Léger
- Le musée d'histoire et de céramique Biotoises
- Musée du bonzaï (fermé depuis octobre 2017[1])
- Écomusée du verre

## Bonson
- Musée du peu

## Breil-sur-Roya
- Écomusée du haut-pays et des transports

## Cagnes-sur-Mer
- Château musée Grimaldi
- Musée Renoir
- Musée du Bijou Contemporain

## Cannes
- Musée des Explorations du monde (anciennement musée de la Castre)
- Musée de la Mer
- Écomusée sous-marin

## Carros
- Centre international d'art contemporain (CIAC)

## Èze
- Maison de la nature

## Grasse
- Musée d'art et d'histoire de Provence
- Musée international de la parfumerie
- Musée de la Marine
- Villa Musée Jean-Honoré Fragonard
- Musée Fragonard - Collection Hélène et Jean-François Costa
- Musée du Parfum Fragonard (usine historique)

## Le Cannet
- Musée Bonnard

## Menton
- Musée Jean-Cocteau
- Musée de préhistoire régionale
- Palais Carnolès

## Mouans-Sartoux
- Espace de l'art concret
- Musée ethnographique « Reflet d'un monde rural »

## Mougins
- Musée d'art classique de Mougins
- Espace culturel & musée Maurice Gottlob
- Le Trésor de la chapelle Notre Dame de Vie
- Musée d'histoire locale
- Le Lavoir
- Centre de la photographie

## Nice
- Musée archéologique de Cimiez
- Musée d'art moderne et d'art contemporain
- Musée des arts asiatiques
- Musée des beaux-arts
- Musée international d'art naïf Anatole Jakovsky
- Musée de la marine
- Musée Masséna
- Musée Matisse
- Musée national message biblique Marc-Chagall
- Musée de paléontologie humaine de Terra-Amata
- Muséum d'histoire naturelle

## Puget-Rostang
- Roudoule écomusée en terre gavotte

## Saint-Jean-Cap-Ferrat
- Villa Ephrussi de Rothschild

## Saint-Paul-de-Vence
- Fondation Maeght
- Fondation CAB Saint-Paul-de-Vence
- Chapelle Folon
- Musée d'Histoire locale[2]

## Tende
- Musée des Merveilles

## Tourrette-Levens
- Château-musée des papillons et d’histoire naturelle
- Musée des métiers traditionnels André Carlès
- Musée de préhistoire Max Escalon de Fonton
- Musée du cirque

## Valbonne
- Musée de l’Abbaye Sainte Marie de Valbonne

## Vallauris
- Musée de la céramique
- Musée national Picasso « La Guerre et la Paix »

## Vence
- Musée de Vence – Fondation Emile Hugues
- La Chapelle du Rosaire
- Espace muséal Witold Gombrowicz

## Villefranche-sur-Mer
- Musée d'art et d'histoire
- Musée Volti

## Villeneuve-Loubet
- Musée Escoffier de l'art culinaire
- Espace culturel André Malraux
- Musée d'histoire & d'art
- La Maïoun dei Granouïe